# Liste der Biografien/Fischer, M
Liste der Biografien |
Portal Biografien |
M Personensuche
# |
A |
B |
C |
D |
E |
F |
G |
H |
I |
J |
K |
L |
M |
N |
O |
P |
Q |
R |
S |
T |
U |
V |
W |
X |
Y |
Z |
?
 
Fa |
Fe |
Ff |
Fh |
Fi |
Fj |
Fk |
Fl |
Fm |
Fn |
Fo |
Fr |
Ft |
Fu |
Fy
 
Fia |
Fib |
Fic |
Fid |
Fie |
Fif |
Fig |
Fih |
Fii |
Fij |
Fik |
Fil |
Fim |
Fin |
Fio |
Fip |
Fiq |
Fir |
Fis |
Fit |
Fiu |
Fiv |
Fix |
Fiz
 
Fisa |
Fisb |
Fisc |
Fise |
Fish |
Fisi |
Fisk |
Fisl |
Fism |
Fiso |
Fisq |
Fiss |
Fist |
Fisu |
Fisz
 
Fisce |
Fisch |
Fiscu
 
Fischa |
Fischb |
Fischd |
Fische |
Fischg |
Fischh |
Fischi |
Fischl |
Fischm |
Fischn |
Fischo |
Fischt
 
Fisched |
Fischel |
Fischen |
Fischer |
Fischet
 
Fischer, A |
Fischer, B |
Fischer, C |
Fischer, D |
Fischer, E |
Fischer, F |
Fischer, G |
Fischer, H |
Fischer, I |
Fischer, J |
Fischer, K |
Fischer, L |
Fischer, M |
Fischer, N |
Fischer, O |
Fischer, P |
Fischer, R |
Fischer, S |
Fischer, T |
Fischer, U |
Fischer, V |
Fischer, W |
Fischer, X |
Fischer, Y |
Fischer, Z |
Fischera |
Fischerk |
Fischerm |
Fischern |
Fischero
Die Liste der Biografien führt alle Personen auf, die in der deutschsprachigen Wikipedia einen Artikel haben. Dieses ist eine Teilliste mit 85 Einträgen von Personen, deren Namen mit den Buchstaben „Fischer, M“ beginnt.

## Fischer, M

### Fischer, Ma
- Fischer, Madeleine (1935–2020), Schweizer Filmschauspielerin, Fotomodel und Unternehmerin
- Fischer, Makenzie (* 1997), US-amerikanische Wasserballspielerin
- Fischer, Manfred (1906–1987), deutscher Apotheker, Chemiker und Unternehmer
- Fischer, Manfred (1933–2010), deutscher evangelischer Pfarrer
- Fischer, Manfred (1933–2002), deutscher Verlags- und Industriemanager
- Fischer, Manfred (* 1938), deutscher Pflanzenzüchter und Pomologe
- Fischer, Manfred (1948–2013), deutscher evangelischer Pfarrer
- Fischer, Manfred (* 1959), deutscher Motorradrennfahrer
- Fischer, Manfred (* 1995), österreichischer FußballspielerManfred Fischer (* 1995)

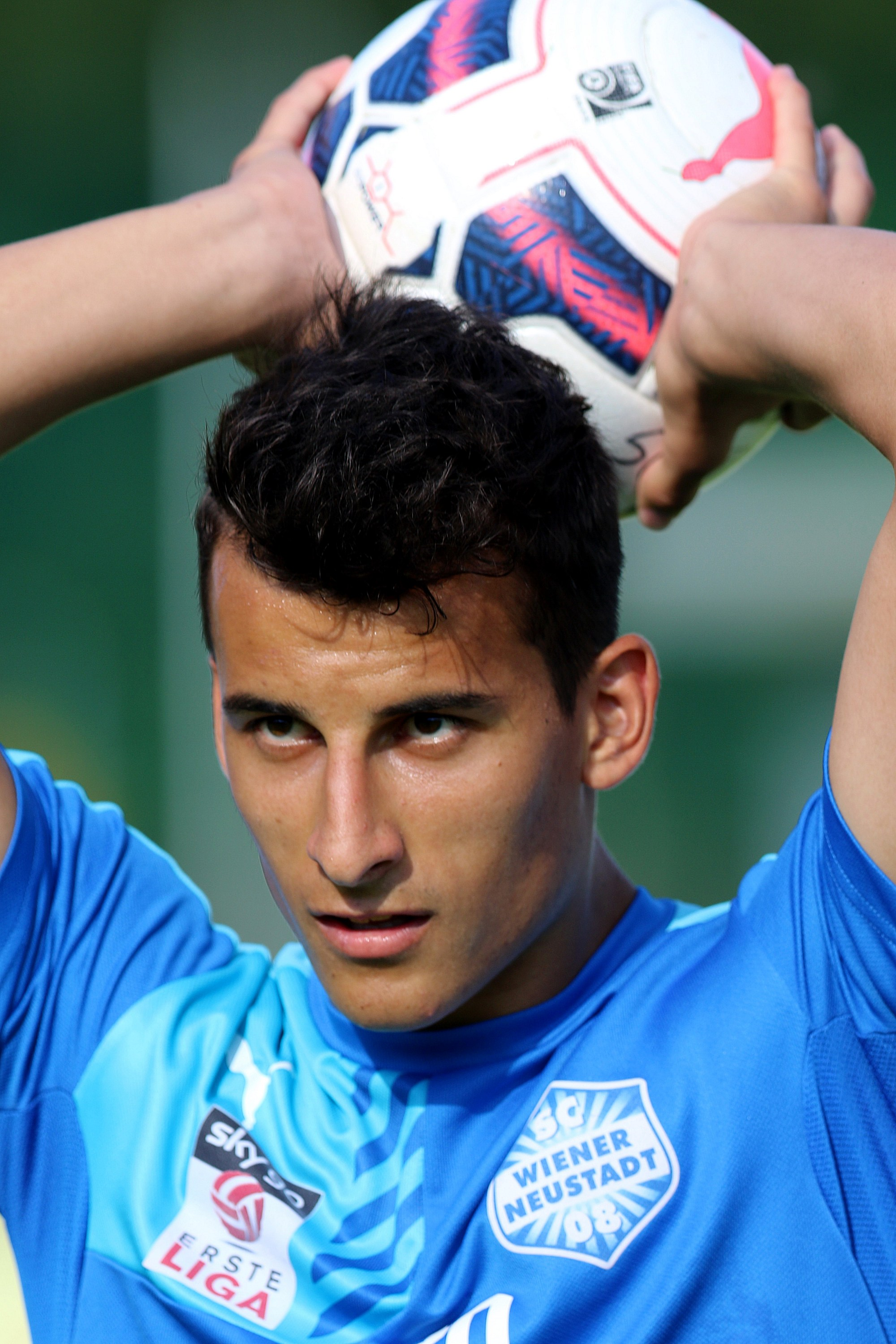
Manfred Fischer (* 1995)

- Fischer, Manfred Adalbert (* 1942), österreichischer Botaniker und Sippensystematiker
- Fischer, Manfred F. (* 1936), deutscher Kunsthistoriker und Denkmalpfleger
- Fischer, Manuel (* 1989), deutscher Fußballspieler
- Fischer, Marc (1970–2011), deutscher Journalist und Buchautor
- Fischer, Marcel (1906–1962), Schweizer Kunsthistoriker
- Fischer, Marcel (* 1978), Schweizer Fechter
- Fischer, Marcel (* 1987), deutscher Radrennfahrer
- Fischer, Marcus (* 1980), deutscher Fußballspieler
- Fischer, Margarita (1886–1975), US-amerikanische Schauspielerin
- Fischer, Margit (* 1943), österreichische Stoffdisignerin, Ehefrau des österreichischen Bundespräsidenten Heinz Fischer
- Fischer, Margrit (* 1947), Schweizer Politikerin der CVP
- Fischer, Maria (1897–1962), österreichische Seidenwinderin und trotzkistische Widerstandskämpferin gegen den Austrofaschismus und NationalsozialismusMaria Fischer (1897–1962)

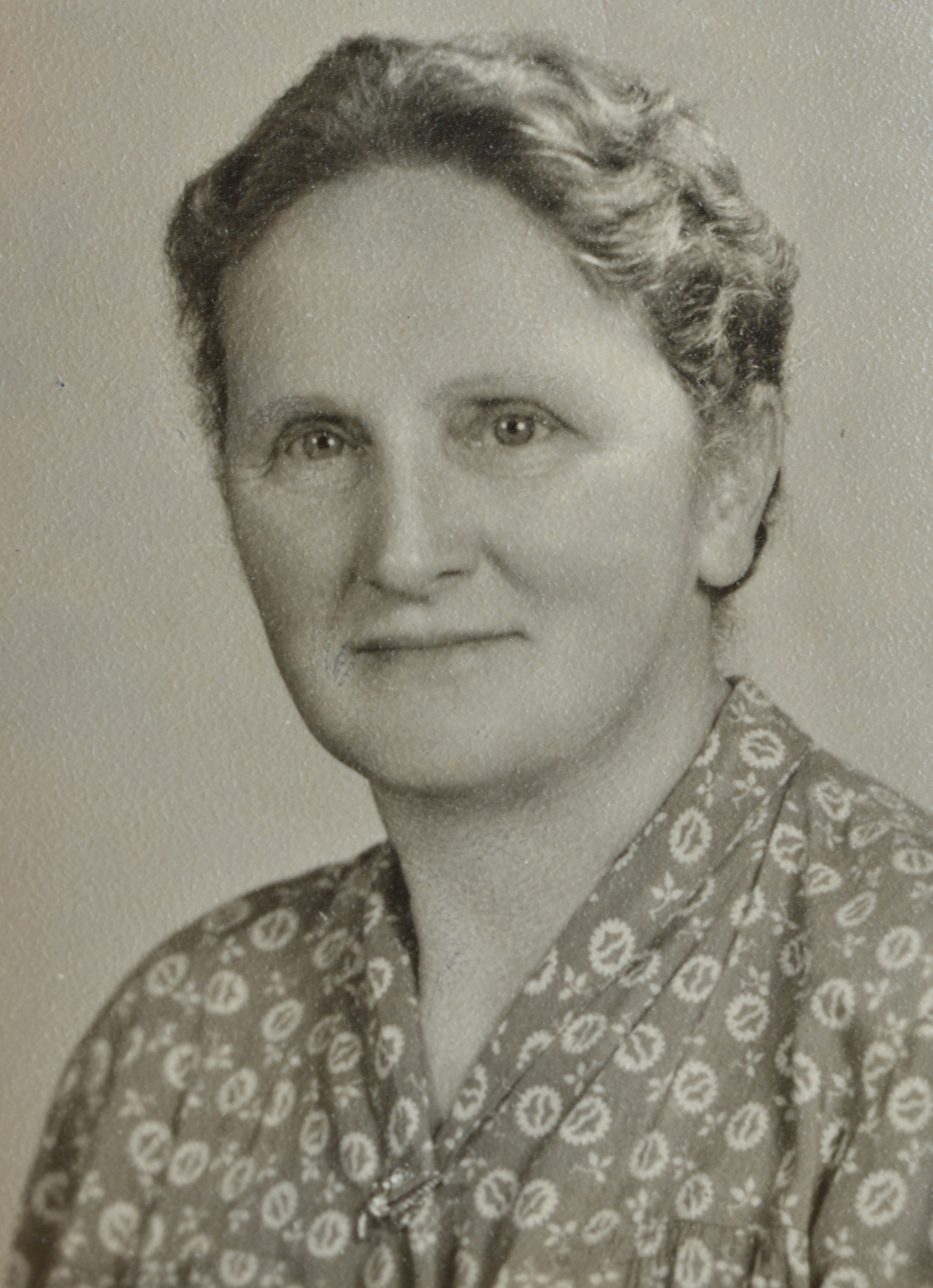
Maria Fischer (1897–1962)

- Fischer, Maria (1903–1943), österreichische Widerstandskämpferin gegen den Nationalsozialismus
- Fischer, Maria (* 1967), österreichische Politikerin (SPÖ)
- Fischer, Marianne (1799–1859), österreichische Theaterschauspielerin
- Fischer, Marie Louise (1922–2005), deutsche Schriftstellerin
- Fischer, Mario (* 1963), deutscher Autor und Journalist
- Fischer, Mario (* 1976), deutscher evangelischer Theologe
- Fischer, Mario (* 1989), österreichischer Eishockeyspieler
- Fischer, Marion (* 1937), deutsche Überlebende des Holocaust und Zeitzeugin
- Fischer, Marion (* 1951), deutsche Politikerin (CDU), MdL
- Fischer, Marius (* 1993), deutscher Regisseur, Kameramann, Drehbuchautor, Editor und Colorist
- Fischer, Markus (* 1953), Schweizer Regisseur/Produzent/Autor
- Fischer, Markus (* 1965), deutscher Lebensmittelchemiker
- Fischer, Markus (* 1969), deutscher Biathlet und Trainer
- Fischer, Marlene (* 1996), Schweizer Politikerin (Grüne)
- Fischer, Marthe Renate (1851–1925), deutsche Schriftstellerin
- Fischer, Marti (* 1990), deutscher Webvideoproduzent und MusikerMarti Fischer (* 1990)

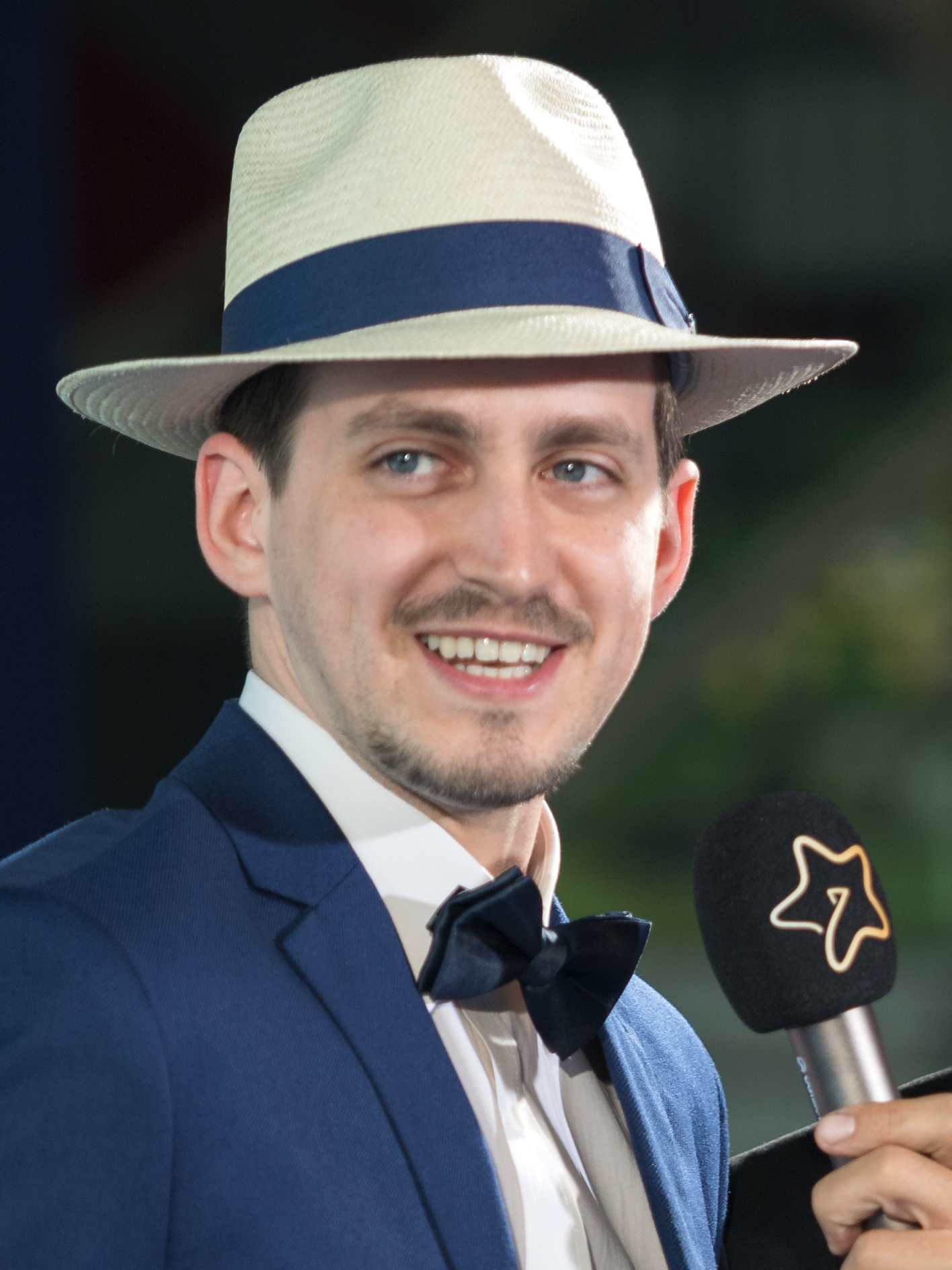
Marti Fischer (* 1990)

- Fischer, Martin, deutscher Sänger, Gitarrist und Keyboarder
- Fischer, Martin (1867–1936), österreichischer Land- und Gastwirt und Politiker, Landtagsabgeordneter
- Fischer, Martin (1882–1961), deutscher Diplomat, Mitglied der NSDAP, Gesandter in Nanjing
- Fischer, Martin (1911–1982), deutscher evangelischer Theologe
- Fischer, Martin (* 1955), österreichischer Komponist, Journalist, Unternehmer
- Fischer, Martin (* 1969), deutscher Fußballspieler
- Fischer, Martin (* 1986), österreichischer Tennisspieler
- Fischer, Martin Henry (1879–1962), deutsch-US-amerikanischer Physiologe
- Fischer, Martin S. (* 1954), deutscher Zoologe, Evolutionsbiologe und Bewegungsforscher
- Fischer, Martina (* 1958), deutsche Politikwissenschaftlerin
- Fischer, Martina (* 1967), deutsche Malerin
- Fischer, Mathias (* 1971), deutscher Basketballspieler und -trainer polnischer Herkunft
- Fischer, Mathias (* 1993), norwegischer Journalist und Politiker
- Fischer, Mathias Joseph (1822–1879), Trierer Stadtoriginal
- Fischer, Mathilde (1904–1941), deutsches Opfer der nationalsozialistischen Rassenhygiene im Rahmen der „Aktion T4“
- Fischer, Matthias (* 1977), deutscher Neonazi und aktiv in der rechtsextremistischen Kleinpartei Der III. Weg
- Fischer, Maurice (1903–1965), israelischer Diplomat
- Fischer, Max (1857–1930), deutscher Industrieller
- Fischer, Max (1886–1962), deutscher Politiker (SPD)
- Fischer, Max (1886–1975), deutscher Chemiker und Kunstsammler
- Fischer, Max (1889–1969), deutscher Fußballspieler
- Fischer, Max (1893–1954), deutscher Journalist
- Fischer, Max (1900–1967), deutscher evangelischer Pfarrer
- Fischer, Max (* 1927), deutscher Fußballspieler
- Fischer, Max (1927–2015), deutscher Politiker (CSU), MdL
- Fischer, Max (* 1939), deutscher Künstler
- Fischer, Max Theodor (1837–1899), deutscher Verwaltungsbeamter
- Fischer, Maximilian (* 2002), deutscher Fußballspieler

### Fischer, Me
- Fischer, Meike (* 1970), deutsche Fotografin und Fotojournalistin
- Fischer, Melanie (* 1986), österreichische Fußballspielerin

### Fischer, Mi
- Fischer, Michael, deutscher Jurist
- Fischer, Michael (1945–2014), österreichischer Politik- und Sozialwissenschaftler
- Fischer, Michael (* 1947), deutscher Politiker (DDR-CDU, CDU), MdV, MdL, MdB
- Fischer, Michael (* 1962), deutscher römisch-katholischer Theologe und Hochschullehrer
- Fischer, Michael (* 1963), österreichischer Jazz- und Improvisationsmusiker (Saxophon, Komposition, Dirigat), sowie Hörfunkmoderator
- Fischer, Michael (* 1967), deutscher Fußballspieler
- Fischer, Michael (* 1968), österreichischer Politiker (FPÖ), Landtagsabgeordneter
- Fischer, Michael (* 1972), deutscher Verwaltungsjurist
- Fischer, Michael (* 1976), deutscher Schauspieler
- Fischer, Michael Gotthard (1773–1829), deutscher Komponist und Organist
- Fischer, Michaela A. (* 1953), deutsche Bildhauerin
- Fischer, Mike (* 1963), deutscher Unternehmer, Autor und RednerMike Fischer (* 1963)

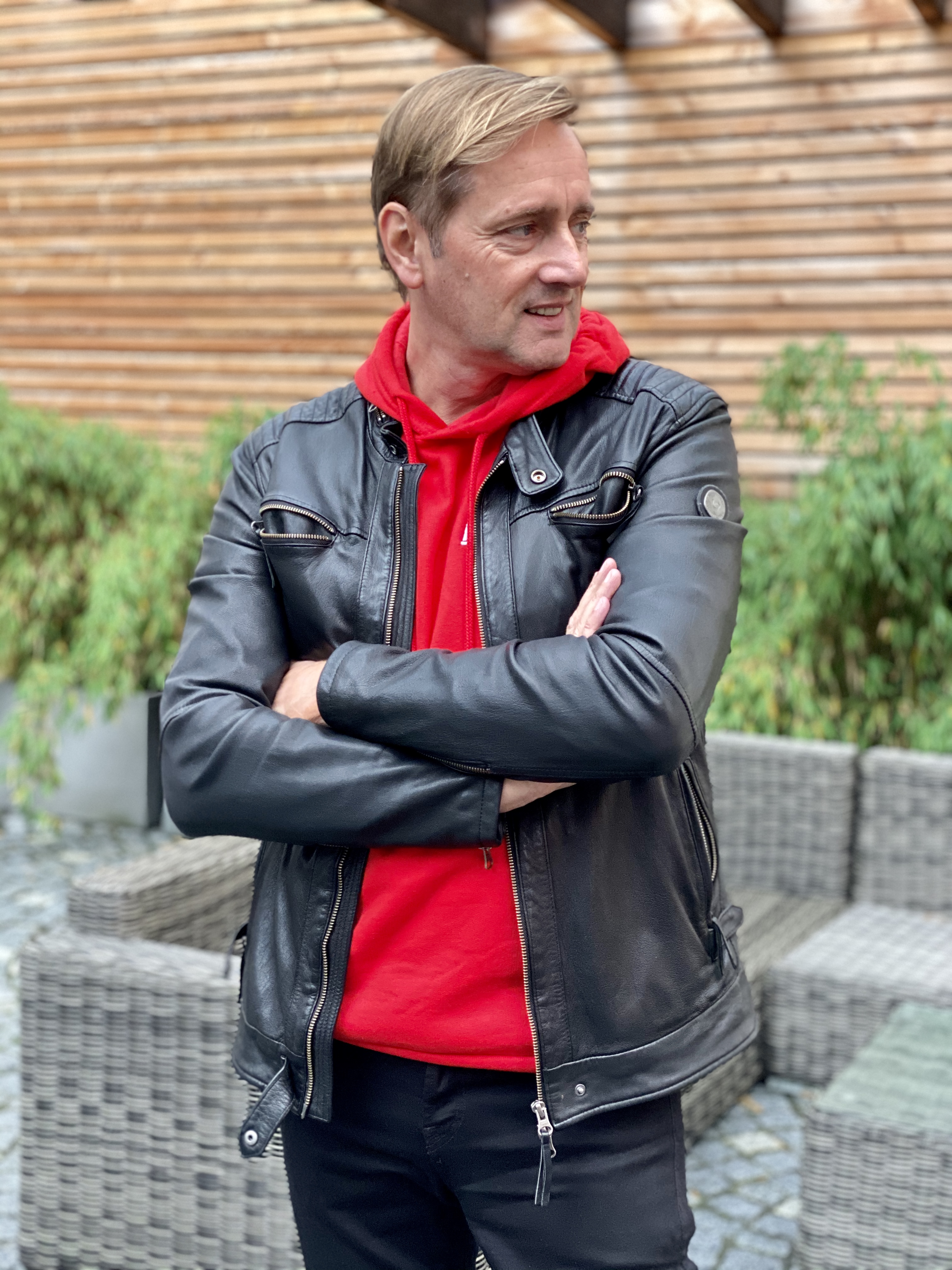
Mike Fischer (* 1963)

- Fischer, Mikkel (* 2004), dänischer Fußballspieler
- Fischer, Mirjam (* 1977), österreichische Politikerin (SPÖ), Landtagsabgeordnete

### Fischer, Mo
- Fischer, Mona (* 1988), deutsche Schauspielerin und Hörbuchsprecherin
- Fischer, Moritz, deutscher Filmmusikkomponist
- Fischer, Moritz (* 1995), deutscher Neuzeithistoriker und Autor

### Fischer, Mu
- Fischer, Murilo (* 1979), brasilianischer Radrennfahrer